# سيندي كوكس
سيندي كوكس (بالإنجليزية: Cindy Cox)‏ هي عازفة بيانو وملحنة أمريكية، ولدت في 1961.